# Siljan (Norwegen)
Siljan ist eine norwegische Kommune im Fylke Telemark und liegt in dessen südöstlichem Teil. Siljan hat viele Fischgewässer für Angler, Wanderwege und Wintersportanlagen. Nach Oslo sind es ungefähr 120 km.
Im 18. Jahrhundert war hier eine bedeutende Eisenproduktion, die mit einem Rennofen (9 m hoch mit einem Innendurchmesser von 2,50 m) betrieben wurde und entsprechend viel Holzkohle benötigte. Daher gibt es am früheren Moholt Eisenwerk in Eide noch heute einen großen Kohlespeicher, der zusammen mit dem 1867 stillgelegten Eisenwerk ein Industriedenkmal ist, in dem Kulturveranstaltungen stattfinden. Das mit Holzkohle betriebene Eisenwerk konnte sich gegen die ausländische mit Steinkohle produzierende Konkurrenz nicht behaupten. Das Erz kam größtenteils aus Arendal.
Die meisten Einwohner arbeiten heute in den Nachbarkommunen Skien, Porsgrunn und Larvik.
1930 fand man an einem kleinen Gewässer namens Lauv, das im Abfluss der verschiedenen Seen dieser Gegend nach Larvik liegt, einen Einbaum, der heute im Fylkemuseum in Skien zu sehen ist. Die C14-Datierung 2001 ergab ein Alter von 1760 Jahren (Beta 240 n. Chr. ± 70), also aus der Römerzeit. Der Siljan-Einbaum ist sehr dünnwandig und sorgfältig aus einem Eichenstamm herausgearbeitet. Das Boot wurde offenbar aus einem halbierten Stamm gearbeitet. Die Wandung ist nur  1–2 cm dick. Das Boot ist älter als die meisten Einbaum-Funde in Norwegen. Auch sind die meisten anderen Boote aus Fichtenholz. Es ist leichter und stromlinienförmiger in der Wasserlinie.
Darüber hinaus wurden viele Grabfunde der älteren Eisenzeit aus Bronze, Pfeilspitzen und ein Goldring als Zahlungsmittel um den See Gorningen herum gefunden. In Gonsholt wurde ein Grab aus der Wikingerzeit mit einem Schwert, einer Schildbeule, einem Messer, eine Brünne, einen Schlüssel und eine Axt gefunden. Es gibt sehr viele Grabhügel in dieser Gegend. In den See reicht die kleine Halbinsel Børja, auf der sich ein ziemlich steiler Hügel erhebt. Auf ihm befindet sich eine 35 m lange Befestigungsmauer, die eine Fläche von ungefähr 4000 m² schützt. Die anderen Seiten des Felsens fallen steil zum See ab. Verschiedene Kohlereste (Fichtenholz) an der Mauer geben sehr verschiedene C14-Datierungen: Sie werden in der Dokumentation als von 1470 ± 65 bis 310 ± 50, also kalibriert 545–565 bis 1490–1655 stammend angegeben. Stratigraphisch lagen die frühesten Stücke unter der Mauer auf dem Fels, die spätesten unter den obersten Steinen. Da die Zwischenräume zwischen den Steinen hohl geblieben waren, können die Kohlestückchen nach unten gewandert sein. Sie könnten von Waldbränden stammen oder von einer Brandrodung beim Bau der Befestigung. Die Befestigung ist die älteste, die bislang in Grenland gefunden wurde.